# 38636 Kitazato
38636 Kitazato è un asteroide della fascia principale. Scoperto nel 2000, presenta un'orbita caratterizzata da un semiasse maggiore pari a 2,1984793 au e da un'eccentricità di 0,2000473, inclinata di 4,36358° rispetto all'eclittica.